# 莱尔米塔日洛尔日
莱尔米塔日洛尔日（法語：L'Hermitage-Lorge，法語發音：[lɛʁmitaʒ lɔʁʒ]）是法国阿摩尔滨海省的一个旧市镇，位于该省中南部，属于圣布里厄区。2016年1月1日，莱尔米塔日洛尔日与相邻的利耶河畔普勒克合并为新市镇普勒克-莱尔米塔日（Plœuc-L'Hermitage）。

## 地理
莱尔米塔日洛尔日（48°19'54"N, 2°49'44"W）面积37.82 平方千米，位于法国布列塔尼大區阿摩尔滨海省，该省份为法国西北部沿海省份，位于布列塔尼半岛北部，北濒大西洋英吉利海峡，西接菲尼斯泰尔省，南至莫尔比昂省，东临伊勒-维莱讷省。
与莱尔米塔日洛尔日接壤的市镇（或旧市镇、城区）包括：阿利讷克、勒博代奥、戈松、朗凡、普兰泰勒、圣布朗当、圣卡勒克、圣埃尔韦、于泽勒、利耶河畔普勒克。
莱尔米塔日洛尔日的时区为UTC+01:00、UTC+02:00（夏令时）。

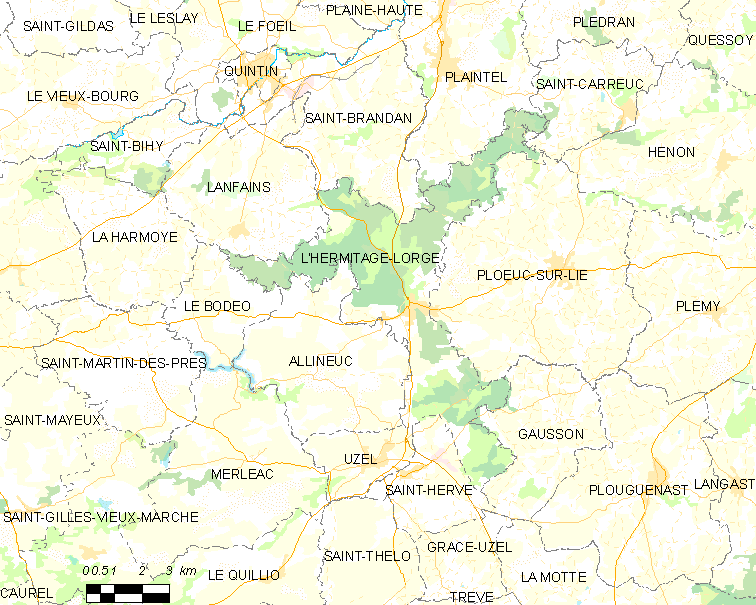
莱尔米塔日洛尔日的OSM定位图

## 行政
莱尔米塔日洛尔日的邮政编码为22150，INSEE市镇编码为22080。

## 政治
莱尔米塔日洛尔日所属的省级选区为普兰泰勒县。

## 人口

1962-2008年间莱尔米塔日洛尔日人口变化图示

莱尔米塔日洛尔日于2018年1月1日时的人口数量为760人。